# Charles Guignebert
Pour les articles homonymes, voir Guignebert.
Charles Guignebert, né le 18 juin 1867 à Villeneuve-Saint-Georges (actuel Val-de-Marne, alors en Seine-et-Oise), mort le 27 août 1939 à Clamecy (Nièvre), est un historien français des religions, spécialiste de l'histoire du christianisme.
C'est, avec Alfred Loisy,  un des premiers historiens français qui aient abordé ce sujet de manière scientifique et non confessionnelle.

## Biographie
Charles Guignebert est issu d'une famille d'artisans sans attaches religieuses. 
Après ses études secondaires, il fait des études d'histoire et est reçu deuxième à l'agrégation d'histoire et géographie en 1892 ; il est d'abord nommé dans un lycée de Toulouse. Bien que dépourvu de formation religieuse, il s'intéresse à l'histoire du christianisme ; en 1901, il obtient un doctorat ès lettres avec une thèse latine sur Pierre d'Ailly et surtout sa thèse française sur Tertullien, qui reste une référence pour l'analyse des relations entre chrétiens et monde romain.
Disciple d'Ernest Renan – dont il préside en octobre 1923 un congrès à sa mémoire –, il professe à partir de 1905 un cours d'histoire du christianisme à la Sorbonne. Lors de sa leçon inaugurale, il déclare vouloir faire de l'histoire du christianisme « une histoire comme les autres ». 
En 1919, il devient le premier titulaire de la chaire instituée dans ce domaine. Il enseigne le christianisme ancien et médiéval à la Sorbonne jusqu'en 1937 ; parmi ses étudiants, se trouve, au milieu des années 1920, Henri-Irénée Marrou, son successeur.
Il meurt peu après sa retraite, laissant inachevé son dernier livre, Le Christ.

## L'œuvre

### Un chercheur laïc
Imprégné de la méthode de Loisy et des travaux des exégètes et historiens allemands, son enseignement suit un point de vue rigoureusement rationaliste, sans aucune concession aux thèses de l'apologie religieuse, comme il l'explique dans l'introduction de son livre sur Jésus (1933) : « Les Évangiles sont des écrits de propagande, destinés à organiser et authentiquer, en la rendant vraisemblable, la légende représentée dans le drame sacré de la secte et à la conformer aux coutumes de la mythologie de l'époque ».
Ses études et options lui font prendre part — mais plutôt en tant qu'observateur — à la crise moderniste à propos de laquelle ce laïc rationaliste estime dans Modernisme et tradition catholique en France (1907) que les contradictions internes vouent le modernisme à l'échec. D'un point de vue d'historien, Guignebert a la volonté de poser la question du traitement scientifique de l'histoire de la naissance puis de l'enracinement du christianisme dans le monde antique, une volonté qu'il partage avec Alfred Loisy. Néanmoins, une différence fondamentale d'approche oppose les deux hommes — qui cependant s'estiment — à propos du christianisme, le second cherchant à atteindre une vue d'ensemble sur ce qu'il voit comme « la » religion et le premier enseignant « une » religion qui se développe parmi d'autres dans la société antique, particulièrement dans un contexte judaïque. Guignebert professe d'ailleurs que « la » religion est l'objet de réflexion des philosophes et « les » religions, celui des historiens.
Guignebert, qui use parfois de la méthode comparative dans ses travaux — sans toutefois s'engager trop loin dans cette voie — afin de reconstruire une histoire des origines chrétiennes, se démarque de Maurice Goguel, spécialiste de Paul de Tarse, qui, à la même époque professe une philosophie de l’Histoire. Guignebert insiste sur le cadre syncrétique du judaïsme dans l’origine du christianisme en estimant possible d’atteindre le Jésus historique.

### LaVie de Jésusde Charles Guignebert
Lorsque l'Union rationaliste est fondée en 1930 à l'appui de « l’école mythique », dans un débat relancé par la parution des Mémoires de Loisy, Guignebert défend la réalité historique de Jésus de Nazareth. Il est l'auteur, en 1933 de la première Vie de Jésus à vocation historienne en français (Jésus, 1933) dans un ouvrage sans attache religieuse. Il y critique notamment les thèses mythistes de Couchoud, B. Smith, Robertson, Jensen, Kalthoff et Drews. Il considère Jésus de Nazareth comme un prophète qui, s'il s'inscrit dans la tradition prophétique d’Israël, s'en démarque par son messianisme intériorisé, de conversion et non pas nationaliste.
Guignebert estime par ailleurs que les recherches émanant des milieux catholiques, tels ceux de Marie-Joseph Lagrange ou de Joseph Bonsirven, sont teintés de présupposés dogmatiques en défendant notamment l'originalité absolue de la religion d’Israël qui, les suivant, n'aurait pas subi d'influences externes. Plus généralement, à l'instar de Loisy, Guignebert s'oppose toute sa vie durant à une conception apologétique de l'usage de la critique historique marquée de théologie confessionnelle, accusée de confondre histoire et théologie, un genre dont relèvent les travaux de Maurice d'Hulst, de Lagrange, Bonsirven, Pierre Batiffol, Jules Lebreton ou encore l'Histoire de l'Église d'Augustin Fliche et Victor Martin.

### Les deux trilogies
Son œuvre, importante, embrasse l'histoire générale du christianisme, dans sa totalité. Elle se divise en deux trilogies dont la première traite de Jésus de Nazareth et son environnement judaïque avec les ouvrages Jésus (1933), Le Monde juif vers le temps de Jésus (1935) et  finalement Le Christ (1943), ouvrage publié après sa mort, demeuré incomplet et qui aurait dû connaître une suite intitulée l'Église restée à l'état de projet. Ces trois ouvrages forment une excellente synthèse qui conserve un certain attrait malgré les progrès que les découvertes des documents de Nag Hammadi puis de Qumrân ont depuis apportés à la recherche concernant l'étude du judaïsme et du christianisme anciens.
Une deuxième trilogie brosse l'histoire de l'institution ecclésiale, divisée entre les origines (1907), le christianisme antique (1921) puis le Moyen Âge et l'époque Moderne (1922).

### La postérité de son œuvre: de Guignebert à Marrou
L'approche de l'histoire des origines chrétiennes de Guignebert, si elle maintient l'existence de Jésus et le rôle de celui-ci dans le processus, est entachée de préjugés scientistes propres à l'époque. C'est pourtant avec son élève et successeur Henry-Irénée Marrou que la méthodologie historique et la théologie de l'histoire connaitront des avancées décisives en France.

## Publications

### Thèses
- Tertullien Étude sur ses sentiments à l'égard de l'empire et de la société civile, E. Leroux, 1901, XXIV+615 p[21].
- De imagine mundi ceterisque Petri de Alliaco geographicis opusculis ["De l'image du monde et des autres opuscules géographiques de Pierre d'Ailly"], Paris, E. Leroux, 1902, 101 p.[22].

### Ouvrages
- Manuel d'histoire ancienne du christianisme : les origines, 1907
- L'Évolution des dogmes, 1910, Flammarion, Bibliothèque de philosophie scientifique, 351 p.
- Le Problème de Jésus, 1914, Coda, 2008,  (ISBN 978-2-84967-055-2)
- Le Christianisme antique, 1921, Flammarion, Bibliothèque de philosophie scientifique
- Le Christianisme médiéval et moderne, 1922, Flammarion, Bibliothèque de philosophie scientifique
- La Vie cachée de Jésus, 1924
- Dieux et religions, série de conférences de L'union de libres penseurs et de libres croyants pour la culture morale, 1926
- Jésus, La Renaissance du Livre, coll. « L'Évolution de l'humanité », XXIX, 1933 (rééd. Albin Michel, 1969)
- Le Monde juif vers le temps de Jésus, La Renaissance du livre, 1935
- Le Christ, éd. Albin Michel, coll. « L'Évolution de l'humanité », XXIX bis, 1943, (rééd. 1969). Ouvrage inachevé

## Distinctions
- Officier de la Légion d'honneur (13 juillet 1933)[23]